# Synalpheus williamsi
Synalpheus williamsi is een garnalensoort uit de familie van de Alpheidae. De wetenschappelijke naam van de soort is voor het eerst geldig gepubliceerd in 1999 door Rubén Ríos en J. Emmett Duffy.
De soort werd aangetroffen in Belize en aan de Atlantische kust van Panama. Ze verblijft in sponsdieren, meestal Hymeniacidon caerulea. De soort is genoemd naar dr. Austin Beatty Williams, een expert in Amerikaanse Decapoda.